# Bagarmossen
Bagarmossen – dzielnica (stadsdel) Sztokholmu, położona w jego południowej części (Söderort) i wchodząca w skład stadsdelsområde Skarpnäck. Graniczy z dzielnicami Skarpnäcks gård i Kärrtorp oraz z gminą Nacka.
Według danych opublikowanych przez gminę Sztokholm, 31 grudnia 2020 r. Bagarmossen liczyło 11 728 mieszkańców. Powierzchnia dzielnicy wynosi 1,98 km².
Bagarmossen jest jedną ze stacji na zielonej linii (T17) sztokholmskiego metra.